# Friedrich Karl Florian

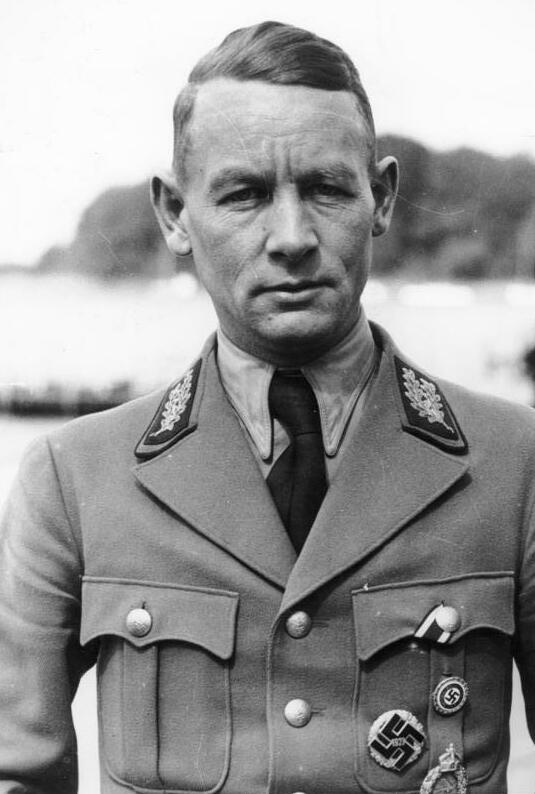
Friedrich Karl Florian (1934)

Friedrich Karl Florian (* 4. Februar 1894 in Essen; † 24. Oktober 1975 in Mettmann) war ein deutscher Politiker (NSDAP). Von 1930 bis 1945 war er Gauleiter von Düsseldorf.

## Leben
Der Sohn eines Oberbahnmeisters aus Ostpreußen besuchte die Realschule in Essen und Landkreis Stallupönen. Zwischen 1912 und 1929 war er als Grubenbeamter in Buer beschäftigt. Im Ersten Weltkrieg meldete er sich als Kriegsfreiwilliger und wurde als Infanterist und Jagdflieger eingesetzt.
Seinen Einstieg in die politische Tätigkeit begründete Florian im Beisein des Staatsarchivrates Wilhelm Janssen 1967 damit, dass er entsetzt von der Mehrheit der kommunistisch gesinnten Grubenarbeiter und deren „Versachlichung“ gewesen sei. Unter der Versachlichung habe Florian u. a. die Behandlung der Arbeiter als Objekte, die anstatt durch Namen mit Nummern kategorisiert wurden, verstanden. Seit 1920 war Florian Mitglied des Deutschvölkischen Schutz- und Trutzbundes. Er gründete die Ortsgruppe Buer des „Verbandes National-Gesinnter-Soldaten“ und übernahm Funktionen im „Westfalentreubund“. 1923 habe er sich im Widerstand gegen die französische/belgische Besatzung im Ruhrgebiet und im Rheinland als „Ruhrkämpfer“ beteiligt. Die Erinnerung an die Besatzungszeit äußerte sich in Florians Förderung des „Schlageter-Kultes“ während seiner Tätigkeit als Gauleiter. 1924 schloss er sich dem zur Umgehung des NSDAP-Verbots gegründeten „Völkisch-Sozialen Block“ und der „Nationalsozialistischen Freiheitsbewegung“ an. Nach der Verbotsaufhebung und Neugründung der NSDAP trat er ihr zum 18. August 1925 bei (Mitgliedsnummer 16.699). Im selben Jahr trat er auch der SA bei und gründete die NSDAP-Ortsgruppe Buer. 1927 wurde er Kreisleiter der Partei im Kreis Emscher-Lippe. Am 1. Januar 1930 wurde er Gauleiter von Düsseldorf; dies blieb er bis zur bedingungslosen Kapitulation der Wehrmacht am 8. Mai 1945. Nach eigenen Aussagen sei Gregor Strasser an Florian mit der Frage nach der Gauleitung Düsseldorfs herangetreten. Hitlers Feindschaft zu Strasser habe diesen das Vorhaben verhindern wollen, woraufhin Strasser mit seinem Rücktritt gedroht habe und Florian zum Gauleiter ernannt wurde. Erst 1945 habe Florian in Gefangenschaft von einer nicht näher bekannten Quelle von diesen Umständen erfahren.
Ab der Wahl im September 1930 war Florian auch Mitglied des Reichstages. Weiterhin gehörte er dem Preußischen Staatsrat an und war Vorsitzender des Rheinischen Gemeindetags. Abgeordneter im Reichstag blieb er bis zu dessen Auflösung. Am 1. Mai 1936 wurde er in die Reichsleitung berufen. Ab 25. September 1933 wurde er SA-Gruppenführer und am 30. Januar 1937 SA-Obergruppenführer. 1939 wurde er Reichsverteidigungskommissar. 1941 gehörte er zu den geladenen Gästen bei der Eröffnungsfeier des vom NS-Chefideologen Alfred Rosenberg initiierten Instituts zur Erforschung der Judenfrage.
In den Vorkriegsjahren war Florian in diverse Personalintrigen verstrickt. Während er sich in seiner Unterstützung des korrupten NSDAP-Stadtsteuerdirektors Erich Esch nicht durchsetzen konnte, fiel die von Hitler persönlich getroffene Entscheidung für Carl Haidn als Oberbürgermeister in seinem Sinne aus. Inhaltlich trieb er „megalomane“ Prestigeprojekte voran, bei deren Planung sein persönlicher Nutzen gerne berücksichtigt werden durfte. In der zur Reichsausstellung Schaffendes Volk 1937 geschaffenen Schlagetersiedlung bewohnte Florian so das größte Haus, erbaut von Peter Grund. In der Theodor-Andresen-Straße 1 sind die Hakenkreuze an den Bronzegittern heute mit aufgeschweißten Bronze-Rosen versehen. 1944 wurde im Lantz’schen Park ein Bunker für den Gauleiter und Reichsverteidigungskommissar Florian gebaut.
Er war darüber hinaus dafür verantwortlich, dass noch kurz vor Sprengung der Oberkasseler Rheinbrücke/Skagerrak-Brücke am 3. März 1945 in Düsseldorf minderjährige Hitlerjungen aus dem linksrheinischen Stadtteil Oberkassel geholt und völlig unzureichend bewaffnet südöstlich von Düsseldorf in einem aussichtslosen Kampf gegen amerikanische Panzertruppen eingesetzt wurden. Nur zwei Jugendliche überlebten diesen Einsatz.
Am 16. April 1945 versuchten einige Düsseldorfer Bürger, darunter der stellvertretende Polizeipräsident Franz Jürgens, die lokalen nationalsozialistischen Autoritäten festzusetzen, um die Stadt kampflos den amerikanischen Truppen zu übergeben. Fünf Bürger wurden von einem Standgericht zum Tode verurteilt und auf Befehl Florians erschossen. Das Urteil wurde später vom Bundesgerichtshof bestätigt und erst 1998 infolge des Gesetzes zur Aufhebung nationalsozialistischer Unrechtsurteile aufgehoben. Mit dieser Tat hat sich Florian in die Liste der Endphasenverbrecher eingegliedert.
Nach dem Ende des Zweiten Weltkriegs wurde er interniert, 1951 aber aus dem Internierungslager Esterwegen entlassen. Eigenen Angaben zufolge hatte sich Florians politische Gesinnung durch die Internierung nicht geändert. Nach Angaben des britischen Geheimdienstes gehörte er anschließend als Mitarbeiter des ehemaligen NS-Staatssekretärs Werner Naumann zum Naumann-Kreis, der die junge Bundesrepublik nationalsozialistisch unterwandern wollte. Die Vertriebenenverbände ermöglichten ihm, diverse Artikel über ihre verlorene Heimat zu schreiben, womit Florian seinen Lebensunterhalt bestritt.
Im Zuge der 68er Studentenbewegung wurde er zum Ziel von Protestaktionen. Hintergrund waren seine Endphasenverbrechen. Nach Schilderung von Zeitzeugen hatte er die Exekution von Zwangsarbeitern noch in den letzten Stunden vor Einmarsch der alliierten Streitkräfte wegen Nichtigkeiten veranlasst. In einer Reaktion auf die Protestaktionen der Studenten bezeichnete er sich in einem ausführlichen Leserbrief an die Rheinische Post selbst als „unbescholtenen Bürger“ und zeigte keinerlei Reue für sein damaliges Verhalten. Im März 1967 war Florians Wohnung durchsucht worden, da er im Verdacht der Verbreitung verfassungsfeindlicher Publikationen sowie der Volksverhetzung stand. Bei der Durchsuchung wurden unter anderem Adresslisten ehemaliger NSDAP-Mitglieder beschlagnahmt, mit denen Florian weiterhin in Kontakt stand.